# مارتین دونی
مارتین دونی (انگلیسی: Martin Devaney؛ زادهٔ ۱ ژوئن ۱۹۸۰) بازیکن فوتبال اهل بریتانیا است.
از باشگاه‌هایی که در آن بازی کرده‌است می‌توان به باشگاه فوتبال ترانمره راورز، باشگاه فوتبال بارنزلی، باشگاه فوتبال چلتنهام تاون، باشگاه فوتبال هاید، باشگاه فوتبال میلتون کینز دونز، باشگاه فوتبال کیدرمینستر هاریرس، باشگاه فوتبال ووستر سیتی، باشگاه فوتبال واتفورد، و باشگاه فوتبال والسال اشاره کرد.